# Diavolul și Katinka (operă)
Diavolul și Katinka (în cehă Čert a Káča) este o operă în trei acte compusă de Antonín Dvořák, cu un libret scris de Adolf Wenig, pe baza unei fabule de Josef Kajetán Tyl, care a fost de asemenea tratată în basmele lui Božena Němcová. Premiera a avut loc la Teatrul Național din Praga, la 23 noiembrie 1899, sub regia lui Adolf Čech.
În ciuda valorii artistice, opera a rămas în umbra altor opere italiene mai populare în vremea lui Dvořák.
Opera este remarcabilă datorită combinației sale de muzică populară și basm, creând o senzație apropiată de un poem sonor ceh. În plus, unele părți ale operei pot fi comparate cu povestea lui Hansel și Gretel. Uvertura a fost compusă după finalizarea operei.
John Clapham, în analiza sa critică, a observat prezența stilului de declamație wagneriană în lucrare, ceea ce reprezintă o caracteristică importantă a operei.

## Rezumat
Locație: Satul Dlouhá Lhota din Boemia și, în actul 2, în Infern.

### Actul I
Într-o seară toridă de vară, Jirka, cu o ușoară stare de ebrietate, se ruga cu disperare să nu fie nevoit să danseze din nou în fața hanului din sat. El știa că va avea probleme cu șambelanul prințesei, angajatorul său, dacă nu se va întoarce la muncă. În acel moment apare Katinka, însoțită de mama ei, iar Jirka se alătură unui grup de muzicanți care tocmai părăsiseră locul. Katinka manifestă dorința de a dansa, dar mama ei nu era de acord, temându-se că fiica ei va face de râs. Furioasă, Katinka își exprimă hotărârea de a dansa cu oricine, chiar și cu diavolul. La scurt timp, apare un vânător misterios, care îi întreabă despre intendent și despre prințesă. El se așează la masă cu Katinka și o angajează într-o conversație plină de farmec, invitând-o apoi să danseze. În cele din urmă, Katinka se prăbușește epuizată, dar în același timp extaziată. Jirka se întoarce, furios pe intendent, care îl concediază și îi spune să meargă în Iad. Între timp, vânătorul reușește să o convingă pe Katinka să plece cu el în locuința sa splendidă. Într-un moment misterios, ambii dispar în pământ, înconjurați de tunete, fulgere și fum. Era evident pentru toată lumea că au fost duși în Iad. În timp ce mama lui Katinka era într-o stare de disperare, Jirka, care nu avea nimic de pierdut, s-a oferit să meargă după ei și să o salveze pe Katinka. Actul se încheie cu Jirka sărind în noua gaură din pământ, hotărât să-și aducă înapoi prietena.

### Actul II
În Iad, unii diavoli joacă cărți pentru bani. Paznicul anunță sosirea lui Lucifer, care întreabă dacă Marbuel s-a întors de pe Pământ. Aflând că nu, Lucifer cere să fie informat când va apărea și pleacă. Paznicul Porții le explică celorlalți Diavoli că Lucifer l-a trimis pe Marbuel pentru a vedea dacă Prințesa și șambelanul ei sunt deja buni pentru Iad, deoarece Marbuel este misteriosul vânător din Actul I. Marbuel sosește între timp, obosit și cu Katinka în brațe, pe care Diavolii o confundă inițial cu Prințesa. Ea îl hărțuiește îndelung, iar Marbuel îi explică faptul că ea poartă o cruce, care o protejează împotriva lui, astfel că acesta nu poate scăpa de ea. Lucifer reintră în scenă ca să afle care este motivul strigătelor. Ulterior, Jirka, spunând că a venit pentru Katinka, este primit de către portar. El îi sugerează lui Lucifer că Katinka ar putea fi răscumpărată, iar ea este tentată de niște lanțuri de aur pe care i le arată. Între timp, Lucifer îl întreabă pe Marbuel despre călătoria sa și este de acord ca prințesa să fie dusă în Iad. Marbuel trebuie acum să-i promită lui Jirka că va primi o parte din aurul Prințesei, pe care i l-a dat șambelanul ca recompensă pentru că s-a luptat cu Marbuel, dacă o aduce pe Katinka pe Pământ. Jirka, mulțumit de plan, este de acord că soluția este să danseze cu Katinka și reușește să o facă să danseze pe lângă Portar. Acesta din urmă trântește poarta, spre ușurarea tuturor, mai ales a lui Marbuel, care observă că muzica a reușit să facă ceea ce locuitorii iadului nu au putut face.

### Actul III
O sală din castelul prințesei. Planul lui Marbuel a funcționat, iar Jirka l-a salvat pe șambelan (care nu mai apare niciodată pe scenă). Prințesa a început să se pocăiască de faptele sale, dar se teme că nimic nu o poate salva, deoarece șambelanul nu făcea decât să-i execute ordinele și ea este cea pe care diavolii trebuie să o ducă în Iad. Cu toate acestea, ea l-a chemat pe Jirka în speranța că acesta îi poate ajuta. Jirka, stânjenit, îi spune că a comis deja prea multe fapte rele și că nu o poate ajuta. Prințesa promite să se schimbe, dar Jirka îi spune că, dacă nu acceptă să elibereze șerbii, va merge în Iad și nici măcar el nu o va putea salva. Ea este de acord, iar șambelanul ei anunță decretul către mulțimea care așteaptă afară, care îl întâmpină cu aclamații. Jirka îi spune acum prințesei că are un plan care o va salva, iar ea iese pentru ca el să poată face pregătirile.
Jirka o cheamă pe Katinka și îi explică acesteia că, atunci când Marbuel va veni după prințesă, ea (Katinka) se va putea răzbuna pe el. Katinka este de acord cu entuziasm și se ascunde în camera alăturată. Prințesa se întoarce și, instruită de Jirka, se așează pe scaunul ei, cu curtezani în jurul ei, în timp ce Jirka se unește la Katinka. Luna luminează încăperea, apoi lumina devine roșie când apare Marbuel, care îi spune prințesei că timpul ei pe Pământ a expirat. Spre iritarea lui Marbuel, Jirka îl întrerupe, dar enervarea lui se transformă în groază când Jirka îi spune că Katinka vine după el. Ușa se deschide în zbor, iar Katinka stă în ușa luminată. Marbuel țipă și dispare pe fereastră, fără să se mai întoarcă vreodată. Prințesa recunoscătoare îl numește pe Jirka noul ei prim-ministru și este de acord ca Katinka să aibă cea mai bună casă din oraș și o mulțime de bani. Katinka și-ar dori, de asemenea, să se căsătorească, dar anticipează că, cu noua ei bogăție, nu va avea nicio problemă în a-și face o pereche bună. Țăranii sosesc pentru a-i mulțumi prințesei că i-a eliberat din robie. Jirka le promite că, deși acum este ministru, este în continuare de partea lor, iar ei pleacă, bucuroși, pentru a se bucura de banchetul oferit de prințesă.

## Personaje
| Roluri                     | Voce          | Premiera, 23 noiembrie 1899. (Dirijor: Adolf Čech) |
| -------------------------- | ------------- | -------------------------------------------------- |
| Káča (Katinka)             | mezzo-soprano | Marie Klánová-Panznerová                           |
| Marbuel, diavolul          | bas           | Václav Kliment                                     |
| Jirka, cioban              | tenor         | Bohumil Pták                                       |
| Mama lui Katinka           | mezzo-soprano | Růžena Vykoukalová-Bradácová                       |
| Lucifer                    | bas           | Robert Polák                                       |
| Prințesa                   | soprano       | Růžena Maturová                                    |
| Paznicul Porții Diavolului | bas           | Karel Veverka                                      |
| Un gardian al diavolului   | bas           | Joseph Karásek                                     |
| Șambelanul prințesei       | bas           | Josef Zizka                                        |
| Cameristă                  | soprano       | Vilemína Hajková                                   |
| Muzician                   | tenor         | Hynek Svejda                                       |